# Barcaje
El barcaje (como el pontazgo o portazgo) era un antiguo impuesto de naturaleza indirecta, existente en los reinos de Castilla y Aragón, que podía gravar los derechos de tránsito, por el paso de personas, mercancías o ganados al cruzar los ríos en una embarcación. 